# テムズ・ウォーター
テムズ・ウォーター（Thames Water Utilities Ltd）は、グレーター・ロンドン、テムズ・ヴァレー、サリー、グロスタシャー、ウィルトシャー、ケント等の水処理を行う、英国内最大の水供給処理企業。RWEの子会社。各日2.6ギガリットルの飲料水を供給している。バイウォーター（Biwater）と共にアジア・南アフリカ・南アメリカで事業展開している。

## 参照・外部リンク
- Thames Water website
- Thames Water YouTube channel
- Letter to Ministers 2009 - Drinking Water Inspectorate